# فرانتس کاپوس
فرانتس کاپوس (انگلیسی: Franz Kapus; ۱۲ آوریل ۱۹۰۹ – ۴ مارس ۱۹۸۱) ورزشکار بابسلد اهل سوئیس بود.